# Montaiguët-en-Forez
Montaiguët-en-Forez és un municipi francès, situat al departament de l'Alier i a la regió d'Alvèrnia-Roine-Alps. L'any 2007 tenia 307 habitants.

## Demografia

### Població
El 2007 la població de fet de Montaiguët-en-Forez era de 307 persones. Hi havia 144 famílies de les quals 48 eren unipersonals (24 homes vivint sols i 24 dones vivint soles), 52 parelles sense fills, 32 parelles amb fills i 12 famílies monoparentals amb fills.
La població ha evolucionat segons el següent gràfic:
Habitants censats

### Habitatges
El 2007 hi havia 248 habitatges, 141 eren l'habitatge principal de la família, 65 eren segones residències i 43 estaven desocupats. 230 eren cases i 3 eren apartaments. Dels 141 habitatges principals, 105 estaven ocupats pels seus propietaris, 32 estaven llogats i ocupats pels llogaters i 4 estaven cedits a títol gratuït; 1 tenia una cambra, 2 en tenien dues, 29 en tenien tres, 37 en tenien quatre i 72 en tenien cinc o més. 105 habitatges disposaven pel capbaix d'una plaça de pàrquing. A 74 habitatges hi havia un automòbil i a 49 n'hi havia dos o més.

### Piràmide de població
La piràmide de població per edats i sexe el 2009 era:
| Homes | Edats   | Dones |
| ----- | ------- | ----- |
| 0     | 95 o +  | 0     |
| 0     | 90 a 94 | 4     |
| 4     | 85 a 89 | 0     |
| 0     | 80 a 84 | 8     |
| 8     | 75 a 79 | 0     |
| 8     | 70 a 74 | 12    |
| 20    | 65 a 69 | 16    |
| 0     | 60 a 64 | 12    |
| 20    | 55 a 59 | 8     |
| 4     | 50 a 54 | 12    |
| 0     | 45 a 49 | 4     |
| 16    | 40 a 44 | 4     |
| 0     | 35 a 39 | 8     |
| 16    | 30 a 34 | 0     |
| 4     | 25 a 29 | 16    |
| 8     | 20 a 24 | 8     |
| 8     | 15 a 19 | 8     |
| 12    | 10 a 14 | 4     |
| 12    | 5 a 9   | 16    |
| 8     | 0 a 4   | 4     |

## Economia
El 2007 la població en edat de treballar era de 189 persones, 114 eren actives i 75 eren inactives. De les 114 persones actives 101 estaven ocupades (64 homes i 37 dones) i 13 estaven aturades (6 homes i 7 dones). De les 75 persones inactives 31 estaven jubilades, 15 estaven estudiant i 29 estaven classificades com a «altres inactius».

### Ingressos
El 2009 a Montaiguët-en-Forez hi havia 136 unitats fiscals que integraven 295 persones, la mediana anual d'ingressos fiscals per persona era de 12.629 €.

### Activitats econòmiques
Dels 8 establiments que hi havia el 2007, 3 eren d'empreses de construcció, 2 d'empreses de comerç i reparació d'automòbils, 1 d'una empresa d'hostatgeria i restauració i 2 d'empreses de serveis.
Dels 4 establiments de servei als particulars que hi havia el 2009, 1 era un guixaire pintor, 2 lampisteries i 1 restaurant.
L'únic establiment comercial que hi havia el 2009 era una botiga de menys de 120 m².
L'any 2000 a Montaiguët-en-Forez hi havia 31 explotacions agrícoles que ocupaven un total de 2.024 hectàrees.

## Equipaments sanitaris i escolars
El 2009 hi havia una escola elemental integrada dins d'un grup escolar amb les comunes properes formant una escola dispersa.

## Poblacions més properes
El següent diagrama mostra les poblacions més properes.